# سام تومسون (لاعب كرة قدم)
سام تومسون (بالإنجليزية: Sam Thomson)‏ هو لاعب كرة قدم نيوزلندي، ولد في 23 يناير 1994 في إدنبرة في المملكة المتحدة. لعب مع USA Perpignan ‏.